# 1607

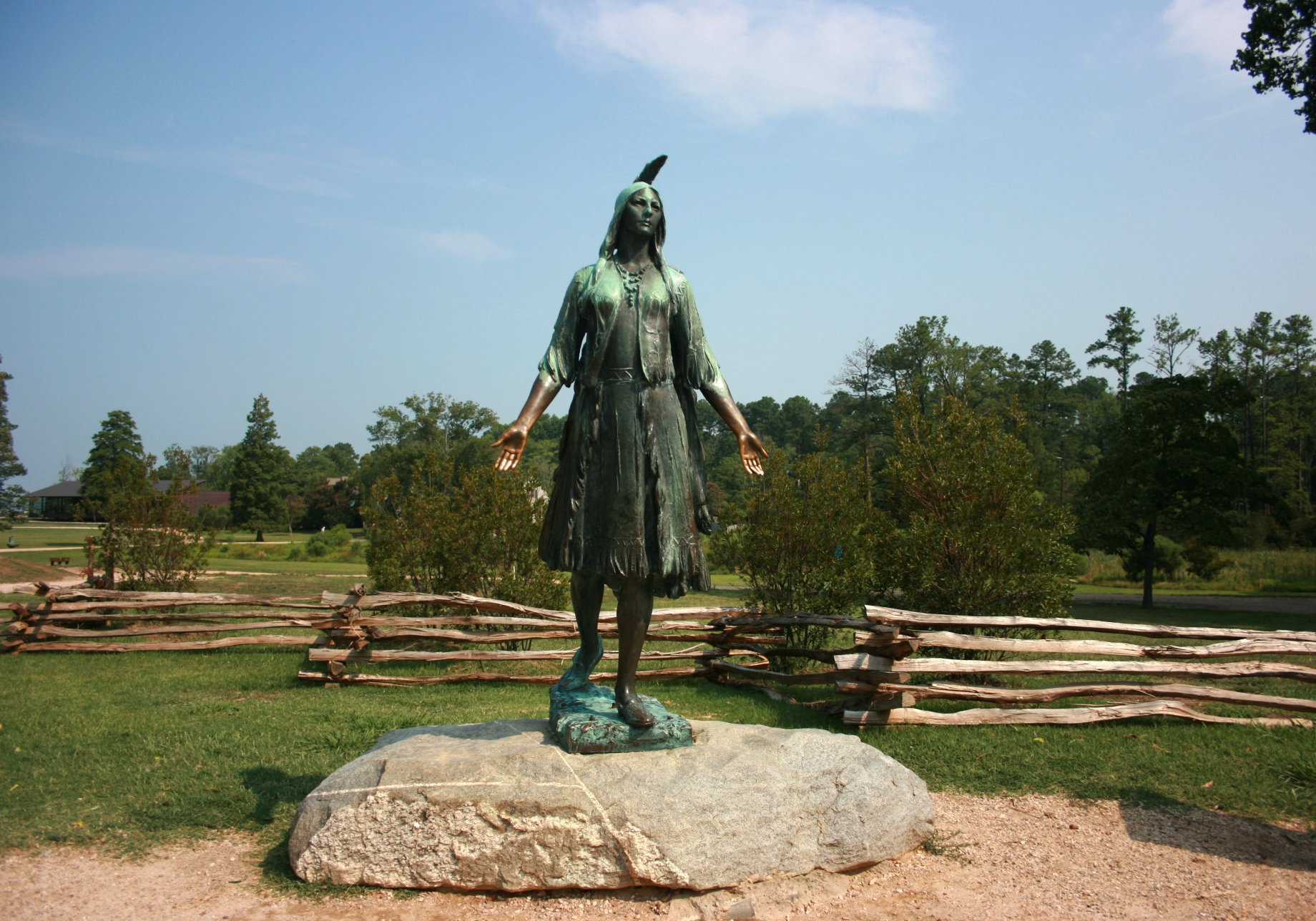
Pocahontas standbeeld in Jamestown, VA

Het jaar 1607 is het 7e jaar in de 17e eeuw volgens de christelijke jaartelling.

## Gebeurtenissen
januari
- 30 - Het zuidwesten van Engeland, en met name het graafschap Somerset,  wordt getroffen door overstromingen, waarbij 3000 doden vallen.

februari
- 5 - Eerste dienst in de Engelse Hervormde Kerk op het Begijnhof in Amsterdam in de voormalige kloosterkerk van het Begijnhof.
- 7 februari - Aanval op Erkelenz - Frederik Hendrik graaf van Nassau, neemt de stad bij verrassing in, en neemt zijn katholieke neef Hendrik van den Bergh gevangen. De stad wordt geplunderd en in brand gestoken.

maart
- maart - In de Staten van Holland staat Amsterdam alleen in zijn verzet tegen het bestand van Oldenbarnevelt.
- 30 - Het graafschap Nassau-Siegen wordt verdeeld door de vijf broers die het gezamenlijk bezitten: Dillenburg komt aan Willem Lodewijk, Siegen aan Johan VII, Beilstein aan George, Diez aan Ernst Casimir en Hadamar aan Johan Lodewijk.

april
- 25 - Slag bij Gibraltar - Nederlandse oorlogsschepen overvallen de Spaanse schepen in de haven van Gibraltar.
- 26 - Jamesfort wordt gesticht, het latere Jamestown in het huidige Virginia, de eerste permanente Engelse nederzetting in de Nieuwe Wereld.

mei
- 21 - Octrooi verleend door de Staten van Holland om het Beemstermeer droog te maken.

november
- 26 - De kantoorboekhandel John Busby & Nathaniel Butter in Londen verkrijgt het recht om het toneelstuk King Lear van William Shakespeare in druk uit te geven.

## Muziek
- Claudio Monteverdi componeert zijn eerste opera L'Orfeo.
- Uitgave van Gradualia II  van William Byrd.

## Beeldende kunst

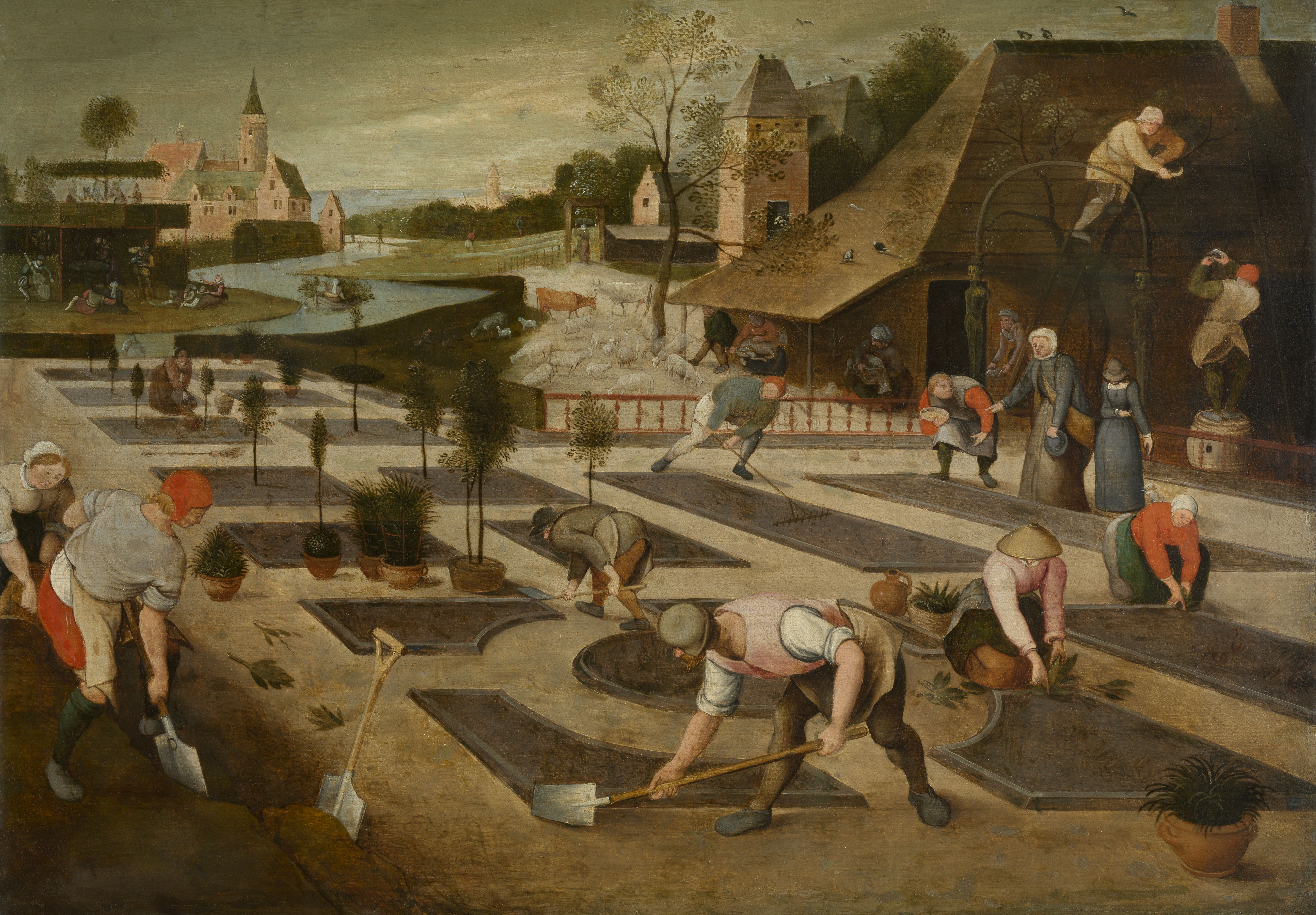
Het Voorjaar, Abel Grimmer, Koninklijk Museum voor Schone Kunsten

## Bouwkunst

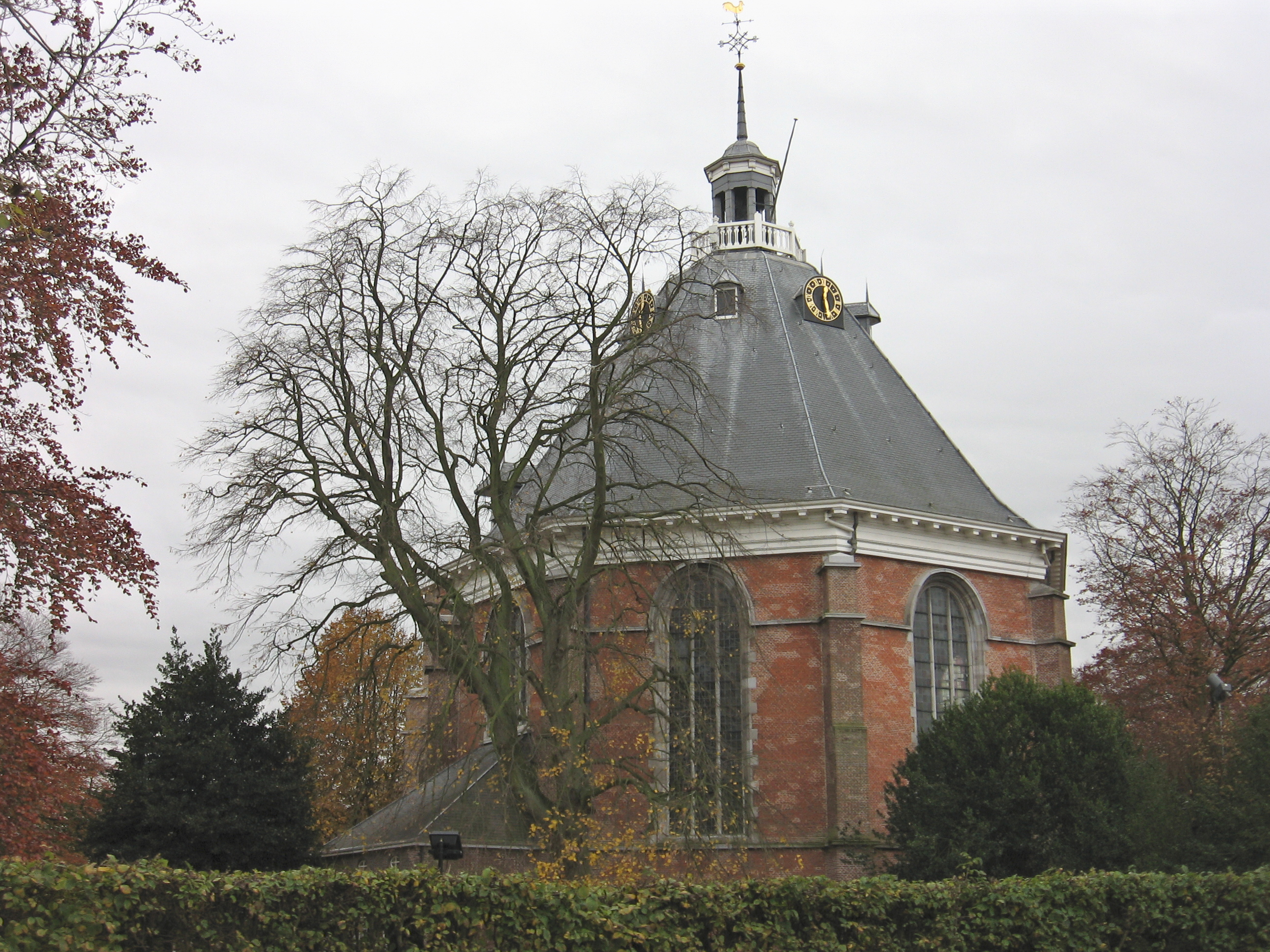
Koepelkerk, Willemstad
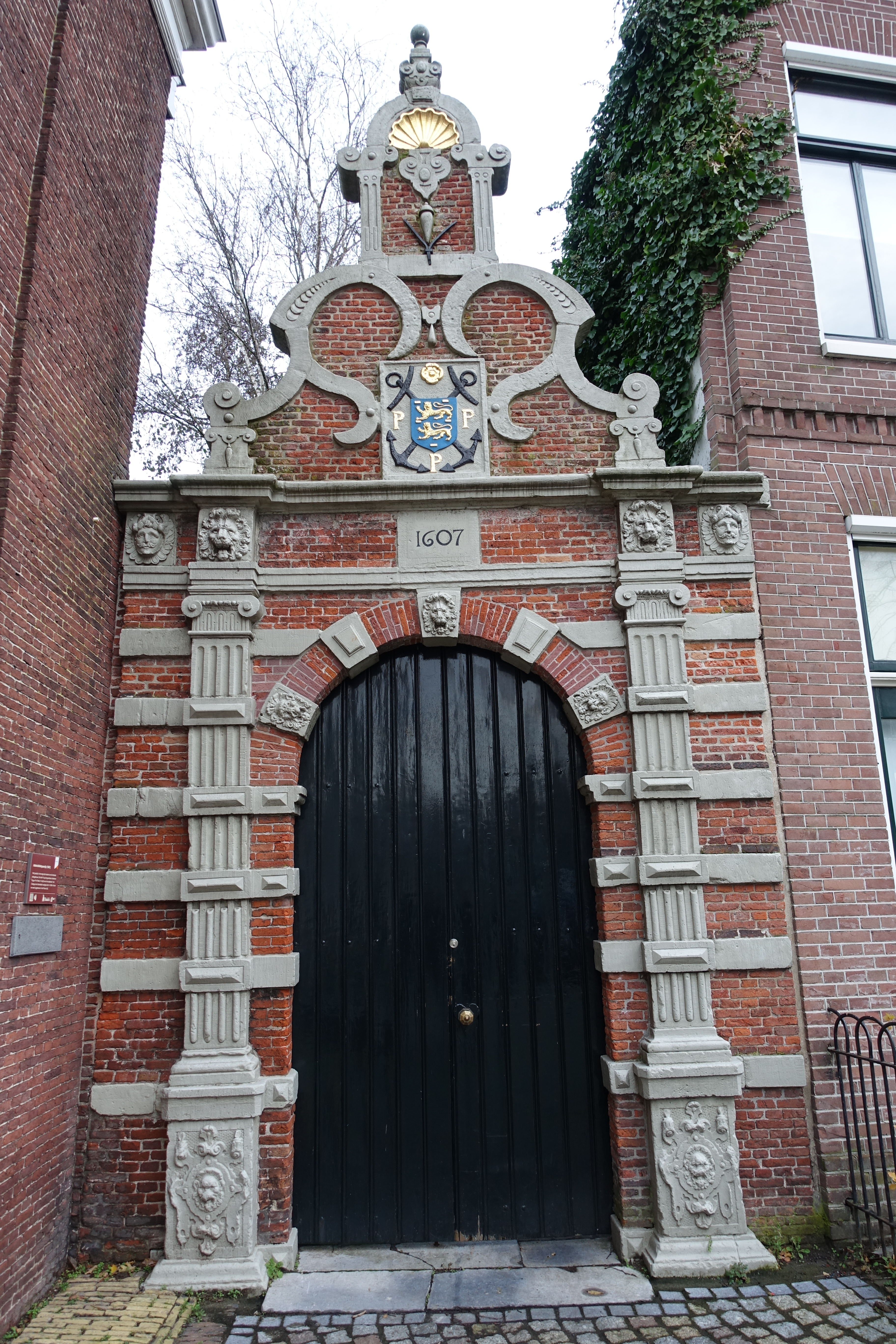
Admiraliteitspoortje, Hoorn (Noord-Holland)

## Geboren
februari
- 21 - Étienne de Flacourt, Frans wetenschapper en gouverneur van Madagaskar (overleden 1660)

maart
- 10 - Thomas Wriothesley, Engels adellijke (overleden 1667)
- 24 - Michiel Adriaenszoon de Ruyter, Nederlands admiraal en zeeheld (overleden 1676)

juni
- 23 - Willem Otto van Nassau-Siegen, Duits officier in het Zweedse leger (overleden 1641)

oktober
- 24 - Jan Lievens, Nederlands kunstschilder (overleden 1674)

november
- 5 - Anna Maria van Schurman, eerste studente aan een Nederlandse universiteit (overleden 1678)
- 15 - Ernst Casimir van Nassau-Weilburg, graaf van Nassau-Weilburg (overleden 1655)
- 26 - John Harvard, stichter van Harvard University (overleden 1638)

datum onbekend
- Frances Wolfreston, Britse boekenverzamelaar (overleden 1677)

## Overleden
april
- 25 - Jacob van Heemskerck (40), sneuvelt in de slag bij Gibraltar

juni
- 28 - Domenico Fontana (64?), Italiaans-Zwitsers architect

datum onbekend
- Kasuya Takenori (45), Japans daimyo, een van de Zeven Speren van Shizugatake